# Antonio Gorini

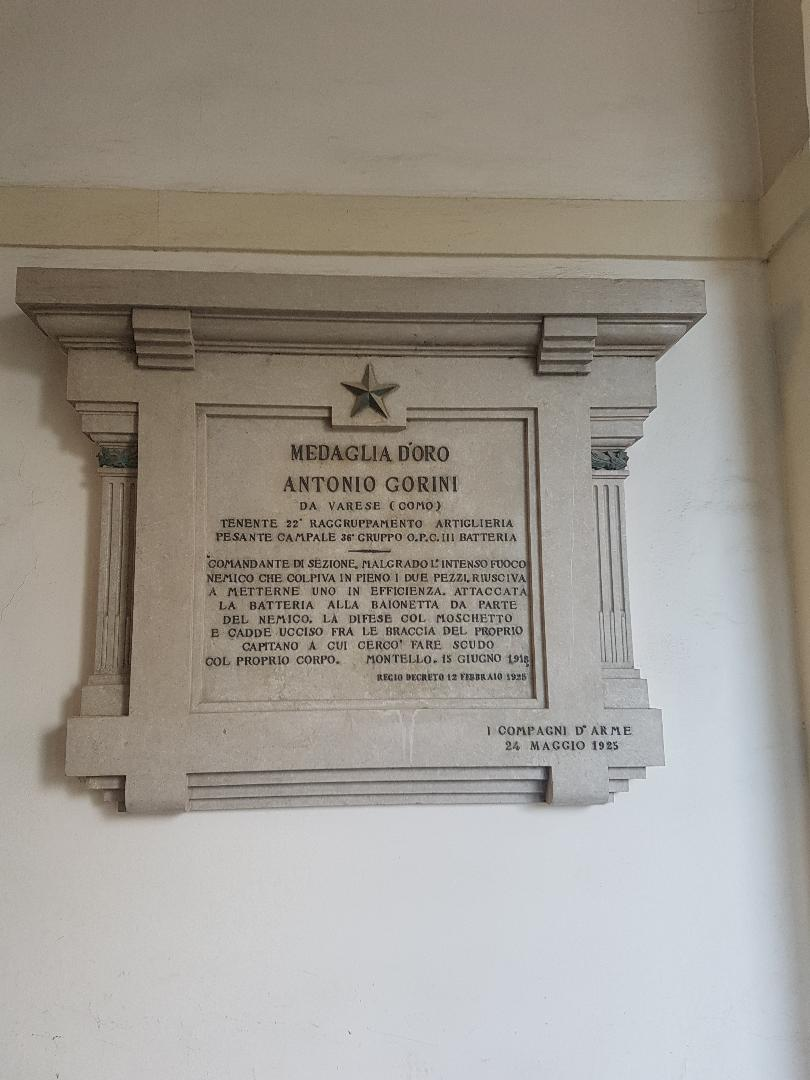
La lapide commemorativa nel porticato di Palazzo Estense, sede del Comune di Varese.

Antonio Gorini (Varese, 23 novembre 1896 – Nervesa della Battaglia, 15 giugno 1918) è stato un militare e calciatore italiano decorato con la medaglia d'oro al valor militare.

## Biografia
Antonio Giuseppe "Nino" Gorini nasce a Varese il 23 novembre 1896,  da Mario Gorini e Carlotta Carcano. 

All'età di undici anni si iscrive al Ginnasio inferiore presso il Liceo Ginnasio Alessandro Volta di Como, città ove si trasferisce per gli studi. 

Ottenuto il diploma, si iscrive alla Facoltà di Medicina e Chirurgia dell'Università degli Studi di Pavia, che frequenta con profitto per il primo anno di corso.
Scoppiata la guerra, fa subito domanda per seguire il Corso Allievi Ufficiali all'Accademia di Torino, da cui pochi mesi dopo esce sottotenente di Artiglieria.

Successivamente, promosso al grado di tenente, combatte nel settore del Passo del Tonale, e poi in quello carsico, partecipando alla Battaglia della Bainsizza, assegnato al 28º Reggimento Artiglieria da Campagna.
Nel giugno del 1918, allo scatenarsi della Battaglia del Solstizio, si trova al comando di una sezione della IIIª Batteria del 36º Gruppo Obici Pesanti Campali.
Il 15 giugno, iniziato l'attacco da parte dell'esercito austro-ungarico, la sezione obici del tenente Gorini viene fatta oggetto di un nutrito fuoco di controbatteria, che causa ingenti danni ai pezzi. L'ufficiale, tuttavia, riesce a rimettere in funzione uno dei due obici, e ordina ai propri uomini di riprendere il fuoco.
Nel corso della giornata, però, gli attaccanti riescono a raggiungere le posizioni occupate dalla sezione del ten. Gorini, e sferrano un violento assalto all’arma bianca. Il giovane ufficiale, pur di non abbandonare i propri pezzi, resiste fino allo stremo, rimanendo ucciso nel combattimento.
Alla sua memoria viene concessa prima la Medaglia di Bronzo al Valor Militare, poi la Medaglia d’Oro al Valor Militare.
Il 10 luglio 1918 inoltre, l'allora Rettore dell'Università di Pavia, Prof. Oreste Ranelletti, comunica ai genitori che ad Antonio Gorini viene rilasciata la laurea in Medicina e Chirurgia.
Scrive Carletto Croci, Sergente maggiore della IIIª Batteria O.P.C. (la stessa di Gorini), in un elogio funebre del 30 giugno 1918: "Avrebbe potuto seguire carriera meno perigliosa, per quanto non meno nobile, in sanità, ma fedele ai suoi ideali ispirati dal più puro amor patrio, volle rimanere nell'arma combattente - dimostrò coi fatti di esserne ben degno. [...] Ultimo degli ultimi ad abbandonare i suoi pezzi che fino a pochi minuti prima avevano ostacolata l'avanzata nemica, si apprestava a prendere nuovamente posizione nelle linee immediatamente retrostanti. Non ne fu in tempo, il nemico era già alle sue spalle. Avrebbe potuto forse ancora aver salva la vita, ma non era di quelli che chiedon grazia al nemico. Un ufficiale austriaco trovato morto vicino a lui colpito da una palla del suo moschetto attesta la resistenza. Cadde, ma come cadono gli eroi, ed il caso volle, quasi ad aureola del sacrificio compiuto che il suo corpo segnasse il termine dell'avanzata nemica."
Gorini ricevette sepoltura nel Cimitero monumentale di Giubiano, a Varese.